# برا ناكون سي أيوتايا
أيوتثايا พระนครศรีอยุธยา هي عاصمة إقليم أثوياها بتايلاند.

## المناخ
يظهر الجدول التالي التغييرات المناخية على مدار السنة لبرا ناكون سي أيوتايا:
| البيانات المناخية لـبرا ناكون سي أيوتايا | البيانات المناخية لـبرا ناكون سي أيوتايا | البيانات المناخية لـبرا ناكون سي أيوتايا | البيانات المناخية لـبرا ناكون سي أيوتايا | البيانات المناخية لـبرا ناكون سي أيوتايا | البيانات المناخية لـبرا ناكون سي أيوتايا | البيانات المناخية لـبرا ناكون سي أيوتايا | البيانات المناخية لـبرا ناكون سي أيوتايا | البيانات المناخية لـبرا ناكون سي أيوتايا | البيانات المناخية لـبرا ناكون سي أيوتايا | البيانات المناخية لـبرا ناكون سي أيوتايا | البيانات المناخية لـبرا ناكون سي أيوتايا | البيانات المناخية لـبرا ناكون سي أيوتايا | البيانات المناخية لـبرا ناكون سي أيوتايا |
| الشهر                                    | يناير                                    | فبراير                                   | مارس                                     | أبريل                                    | مايو                                     | يونيو                                    | يوليو                                    | أغسطس                                    | سبتمبر                                   | أكتوبر                                   | نوفمبر                                   | ديسمبر                                   | المعدل السنوي                            |
| ---------------------------------------- | ---------------------------------------- | ---------------------------------------- | ---------------------------------------- | ---------------------------------------- | ---------------------------------------- | ---------------------------------------- | ---------------------------------------- | ---------------------------------------- | ---------------------------------------- | ---------------------------------------- | ---------------------------------------- | ---------------------------------------- | ---------------------------------------- |
| متوسط درجة الحرارة الكبرى °م (°ف)        | 31.0 (87.8)                              | 33.3 (91.9)                              | 35.4 (95.7)                              | 35.9 (96.6)                              | 34.3 (93.7)                              | 32.6 (90.7)                              | 32.0 (89.6)                              | 31.4 (88.5)                              | 31.3 (88.3)                              | 31.3 (88.3)                              | 30.7 (87.3)                              | 30.0 (86.0)                              | 32.4 (90.3)                              |
| متوسط درجة الحرارة الصغرى °م (°ف)        | 17.0 (62.6)                              | 19.4 (66.9)                              | 22.3 (72.1)                              | 24.3 (75.7)                              | 24.5 (76.1)                              | 24.3 (75.7)                              | 24.0 (75.2)                              | 23.8 (74.8)                              | 23.5 (74.3)                              | 22.5 (72.5)                              | 20.0 (68.0)                              | 17.4 (63.3)                              | 21.9 (71.4)                              |
| معدل هطول الأمطار مم (إنش)               | 2.4 (0.09)                               | 18.8 (0.74)                              | 43.5 (1.71)                              | 67.9 (2.67)                              | 208.0 (8.19)                             | 223.0 (8.78)                             | 180.8 (7.12)                             | 260.0 (10.24)                            | 213.9 (8.42)                             | 167.6 (6.60)                             | 37.1 (1.46)                              | 0.8 (0.03)                               | 1٬423٫8 (56.05)                          |
| متوسط الأيام الممطرة                     | 0                                        | 1                                        | 4                                        | 6                                        | 15                                       | 16                                       | 17                                       | 19                                       | 17                                       | 12                                       | 3                                        | 1                                        | 111                                      |
| المصدر: Thai Meteorological Department   |                                          |                                          |                                          |                                          |                                          |                                          |                                          |                                          |                                          |                                          |                                          |                                          |                                          |

## معرض صور

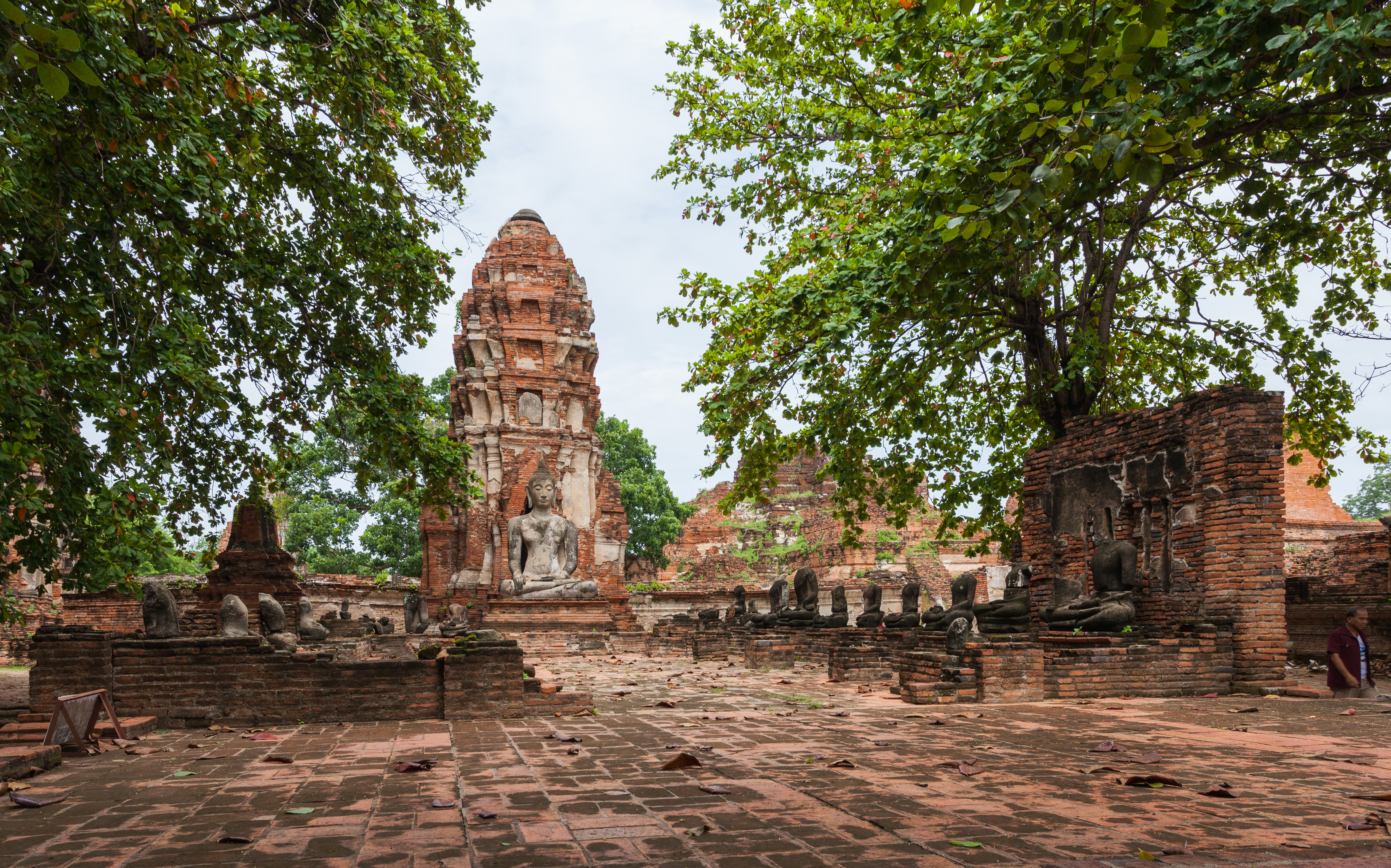
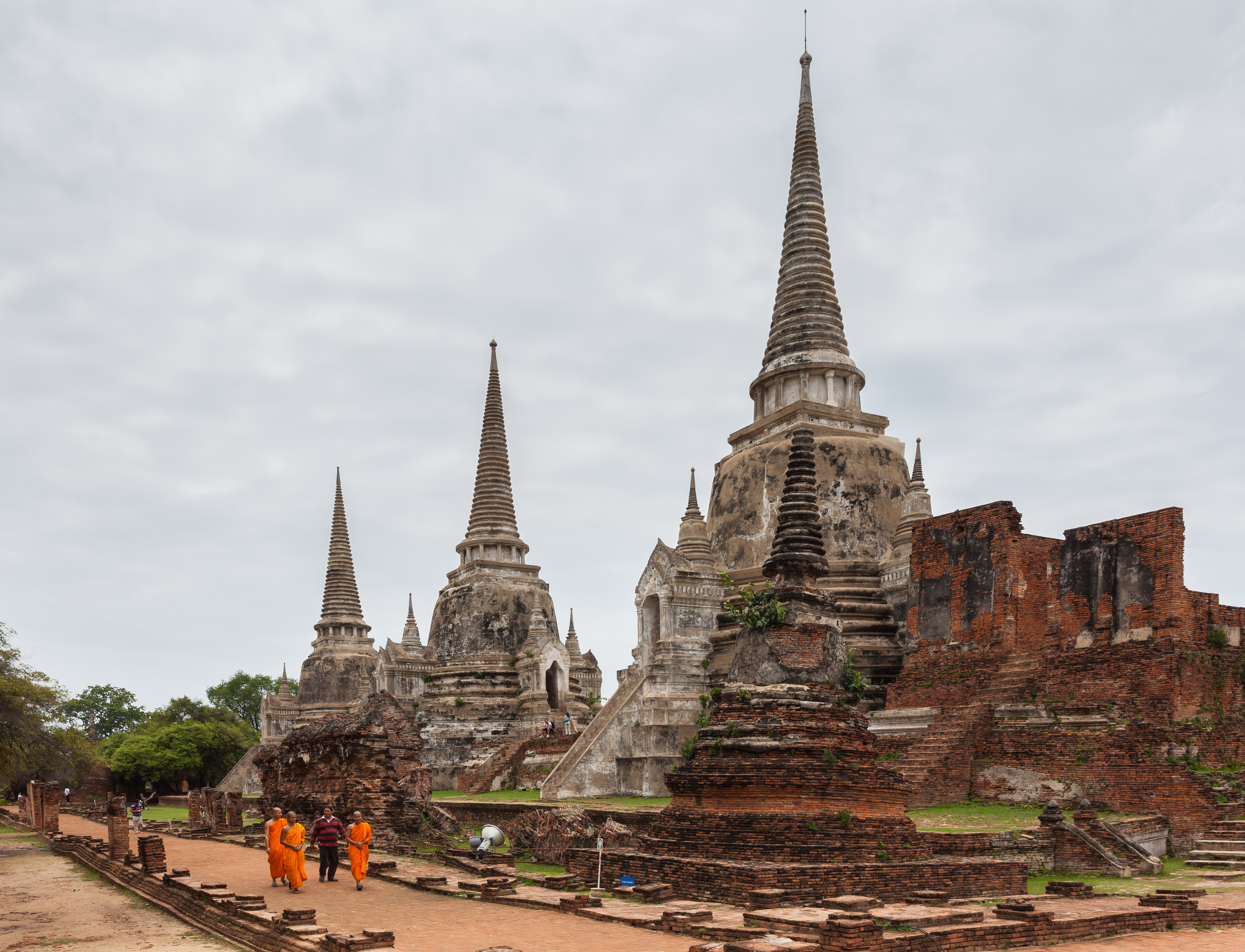
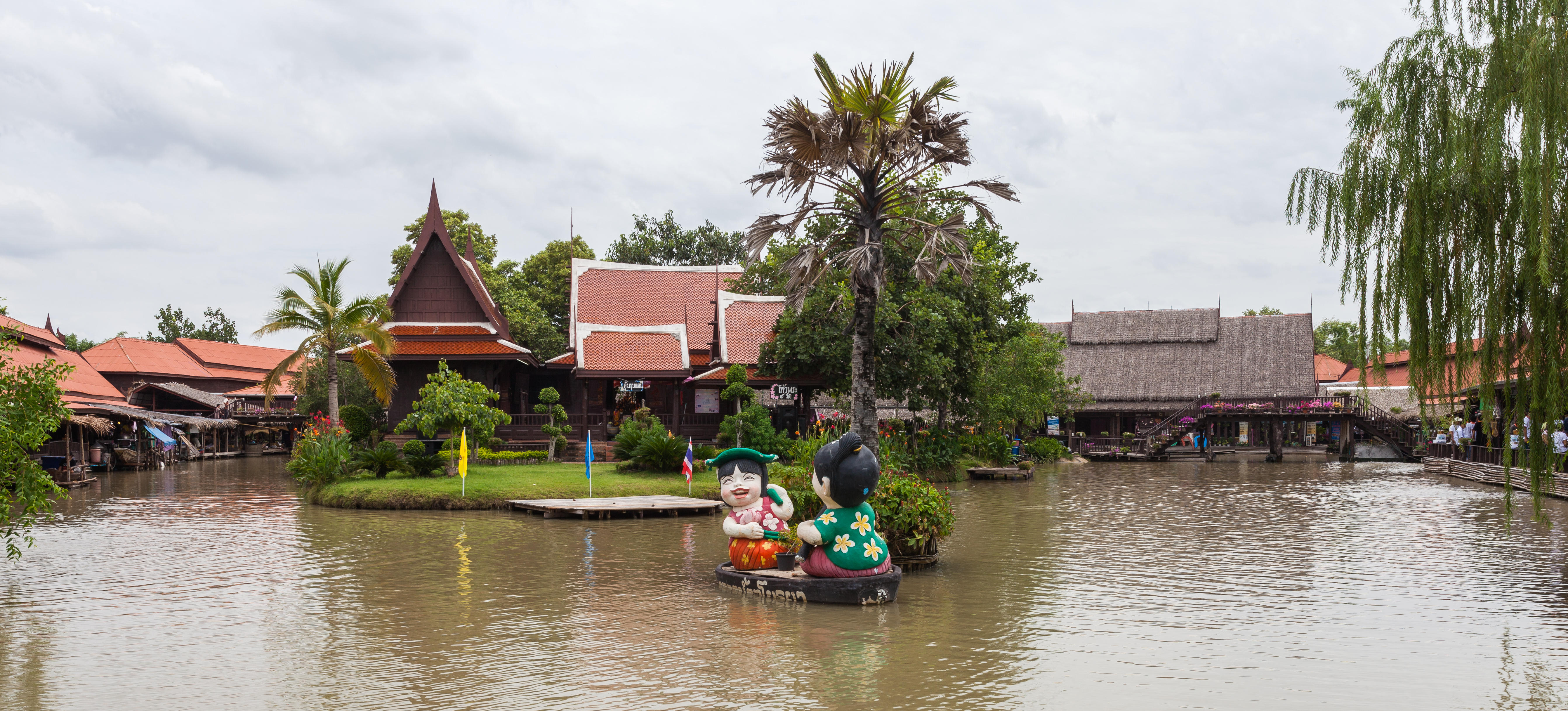
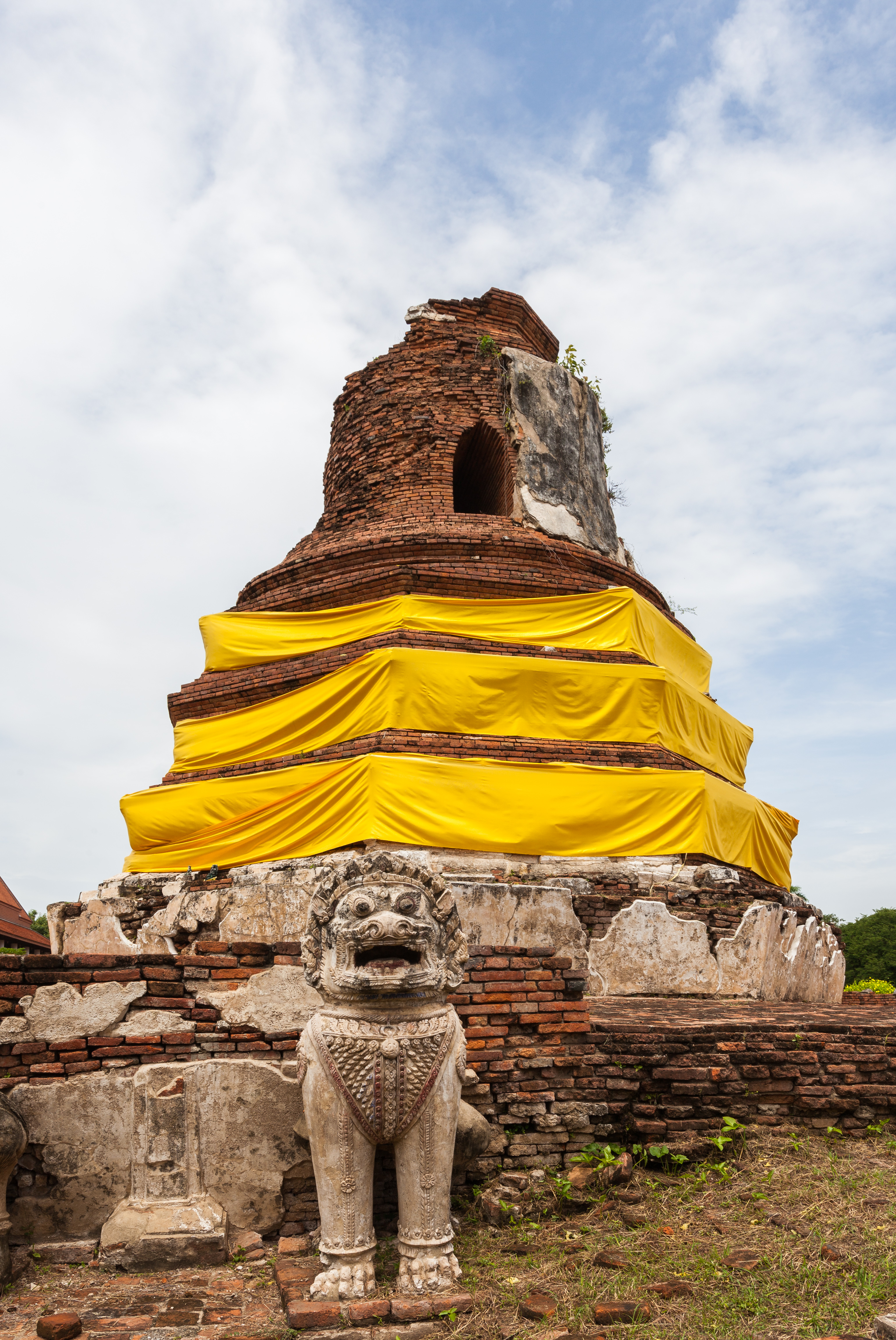

## أعلام
- راما الأول
- رينيه شاربونو
- الجنرال تاكسين
- يامادا ناغاماسا